# Charlie Gellatly
Charles Thelluson Gellatly (18 tháng 4 năm 1910 – 10 tháng 11 năm 1973) là một cầu thủ bóng đá người Anh thi đấu ở vị trí hậu vệ trái.
Gellatly sinh ra ở Brodsworth, thi đấu cho Halifax Town, Leicester City và Gillingham between 1928 and 1934.